# The Phantom Fortune

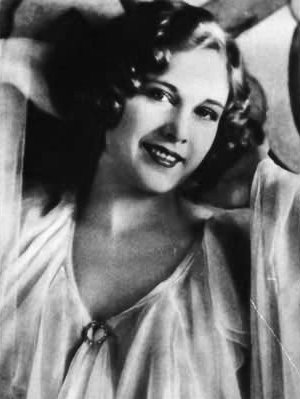
Esther Ralston.

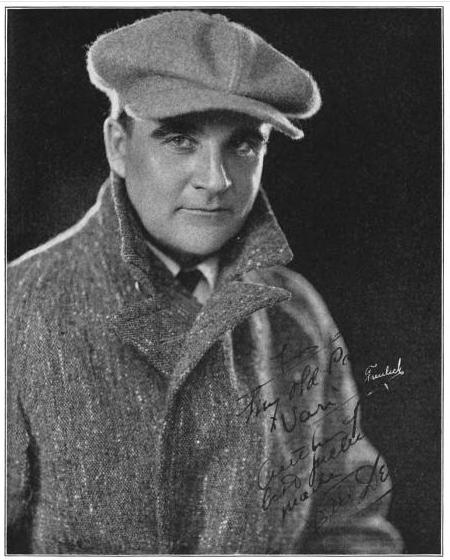
William Desmond.

The Phantom Fortune é um seriado estadunidense de 1923, no gênero drama, dirigido por Robert F. Hill, em 12 capítulos, estrelado por William Desmond e Esther Ralston. O seriado foi produzido e distribuído pela Universal Pictures, e veiculou nos cinemas estadunidenses entre 19 de março e 4 de junho de 1923.
Este seriado é considerado perdido.

## Elenco
- William Desmond - Larry Barclay
- Esther Ralston - Mary Rogers
- Lewis Sargent - Speck O'Dawn
- Harry De Vere - Graham Alexander
- George Webb - Alexander Owens
- Cathleen Calhoun - Nadine Hamilton
- Al Hart - The Flame (creditado Albert Hart)
- Dick Sutherland - The Ox
- George Nichols
- Jack Henderson
- Pat Harmon
- Tony West
- Alfred Hollingsworth
- Lawrence Hughes
- J. Buckley Russell

## Capítulos
1. It Can Be Done!
2. Never Say Die
3. Work and Win
4. Opportunity
5. Against Big Odds
6. Dangerous Waters
7. The Plunge of Doom
8. Diamond Cut Diamond
9. The Last Hope
10. A Million at Stake
11. The Speed King
12. Success

Fonte: 

## Detalhes da produção
Um incêndio danificou o set da Univerrsal durante a filmagem do seriado, e os atores William Desmond e Esther Ralston sofreram queimaduras leves. Robert F. Hill, o diretor, teve queimaduras no pescoço e orelhas. O cinegrafista, "Buddy" Harris teve sua mão direita gravemente queimada. Três eletricistas também sofreram ferimentos leves. O fogo foi causado por ventos usados para simular o incêndio, abrangendo todo o conjunto.